# Tetraodontidae
I tetraodontidi (Tetraodontidae Bonaparte, 1831) sono una famiglia di pesci ossei d'acqua dolce e salata, appartenenti all'ordine Tetraodontiformes, conosciuti comunemente come pesci palla.

## Descrizione
I pesci palla sono morfologicamente molto simili ai Diodontidae, comunemente noti come pesci istrice, i quali presentano grandi spine esterne sul corpo a differenza dei pesci palla che portano spine molto più sottili e generalmente nascoste che si possono osservare solo quando il pesce si gonfia a palla. Il nome Tetraodontidae deriva dalla lingua greca con il significato di "quattro denti" e si riferisce al fatto che i pesci palla presentano tutti 4 denti larghi fusi in due piastre, una superiore e una inferiore, utilizzate per rompere i gusci e le conchiglie di molluschi e crostacei, loro prede naturali. La maggior parte dei pesci palla è velenosa e alcuni sono addirittura tra i più velenosi vertebrati esistenti. Infatti in alcune specie alcuni organi interni come il fegato, e talvolta anche la pelle, contengono la tetrodotossina, una delle neurotossine più potenti conosciute.

## Distribuzione e habitat
Sono diffusi nella maggior parte delle acque tropicali del globo. Alcune specie, come Tetraodon miurus, vivono solamente in acque dolci.

## Biologia

### Difesa
Pur non essendo un ottimo nuotatore per via della rigidità del proprio corpo, il pesce palla non risulta oggetto di predazione poiché dotato di due particolari sistemi di difesa: è in grado di ingurgitare rapidamente grandi quantità di acqua, diventando molto grande e difficile da inghiottire anche per predatori di grosse dimensioni; inoltre i suoi visceri e muscoli contengono un veleno molto potente, la tetrodotossina, una neurotossina che inibisce la funzione respiratoria, portando rapidamente alla morte.

### Alimentazione
I pesci palla si cibano prevalentemente di molluschi, crostacei, meduse e polipi dei coralli, di cui spezzano i gusci o la struttura esoscheletrica con i loro 4 denti durissimi e potenti muscoli. Riescono a spezzare anche i coralli morti.

## Generi

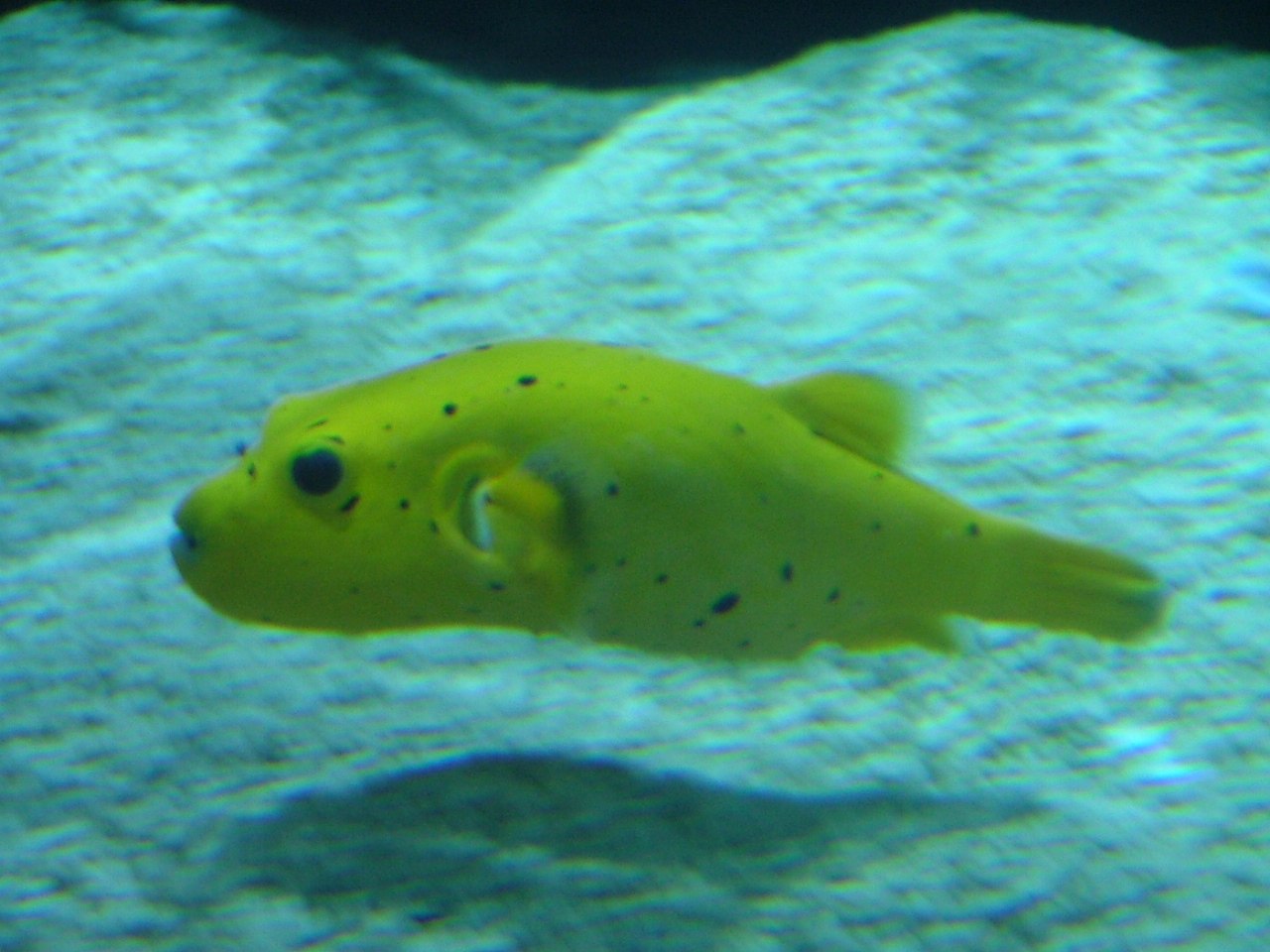
Apolemichthys trimaculatus

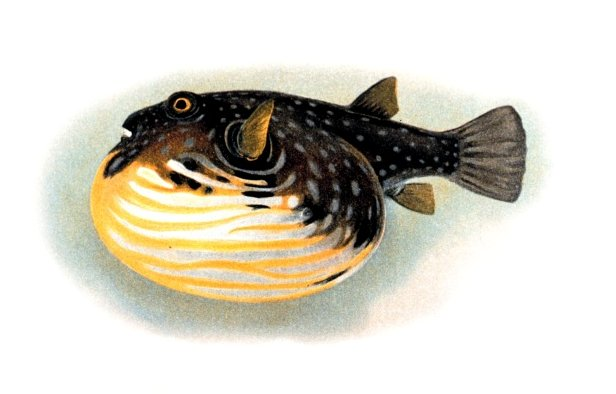
Arothron hispidus

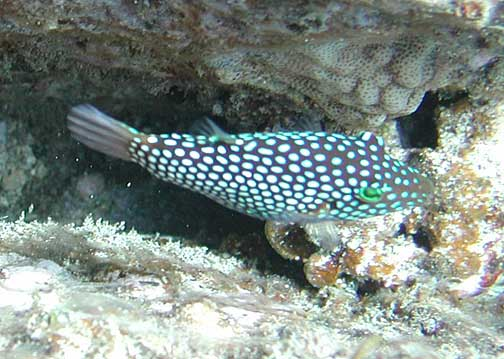
Canthigaster jactator

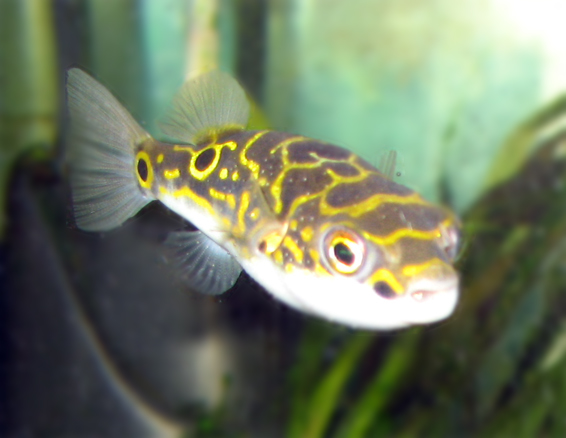
Tetraodon biocellatus

La famiglia comprende i seguenti generi:
- Amblyrhynchotes Troschel, 1856
- Arothron Müller, 1841
- Auriglobus Kottelat, 1999
- Canthigaster Swainson, 1839
- Carinotetraodon Benl, 1957
- Chelonodon Müller, 1841
- Chonerhinos Bleeker, 1854
- Colomesus Gill, 1884
- Contusus Whitley, 1947
- Ephippion Bibron, 1855
- Feroxodon Su, Hardy & Tyler, 1986
- Fugu Abe, 1952
- Guentheridia Gilbert & Starks, 1904
- Javichthys Hardy, 1985
- Lagocephalus Swainson, 1839
- Marilyna Hardy, 1982
- Monotrete Bibron, 1855
- Omegophora Whitley, 1934
- Pelagocephalus Tyler & Paxton, 1979
- Polyspina Hardy, 1983
- Reicheltia Hardy, 1982
- Sphoeroides Lacepède, 1798
- Takifugu Abe, 1949
- Tetractenos Hardy, 1983
- Tetraodon Linnaeus, 1758
- Torquigener Whitley, 1930
- Tylerius Hardy, 1984
- Xenopterus Troschel, 1856

## Commestibilità
Le viscere e le carni di molti membri della famiglia sono mortali per la presenza di tetrodotossina; ciononostante vengono consumate in Giappone, dopo un'appropriata preparazione in pentola.